# Srinagar
För andra betydelser, se Srinagar (olika betydelser).
Srinagar är huvudstad i det indiska unionsterritoriet Jammu och Kashmir, men bara på sommaren. På vintern är Jammu huvudstad. Folkmängden uppgick till cirka 1,2 miljoner invånare vid folkräkningen 2011. Storstadsområdet beräknades ha cirka 1,5 miljoner invånare 2018. Staden grundades på 500-talet.
Srinagar är beläget vid floden Jhelum på en höjd över havet av 1 585 m. Många kanaler genomkorsar området, och en stor del av de lokala transporterna sker med båt.